# Лесоруб

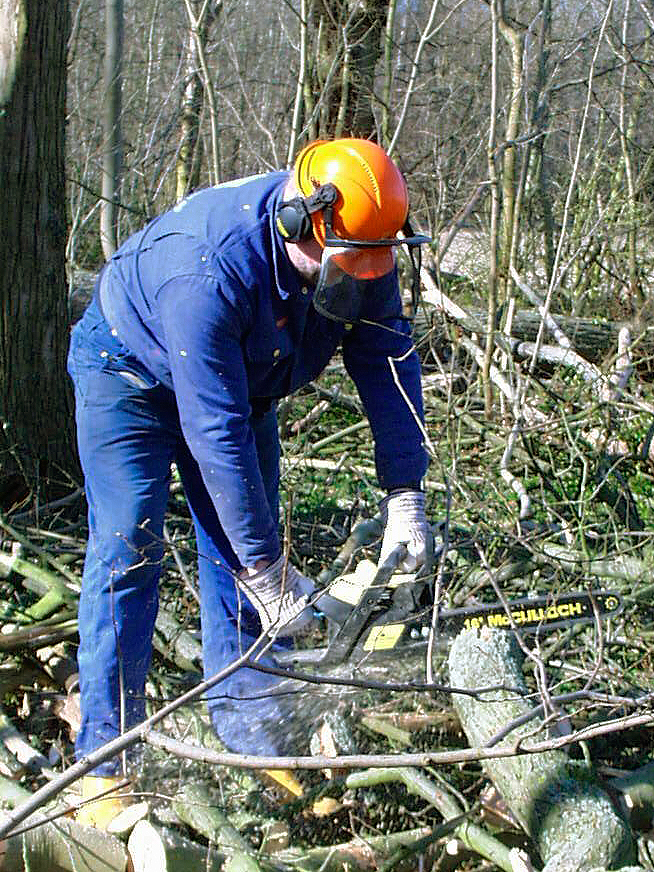
Современный лесоруб.

Лесору́б, Дровосе́к, Древору́б, Дроворуб — рабочий, занимающийся рубкой и валкой леса.
В других источниках указано что Дровенщи́к (м., сиб.) дровору́б, дровоко́л, дровосе́к, кто рубит лес с корня, рабочий для рубки леса, дров в лесу. || Дроворуб и дроворубка, производство работы этой, рубка; || место, где в лесу идет рубка и складка дров..

## История

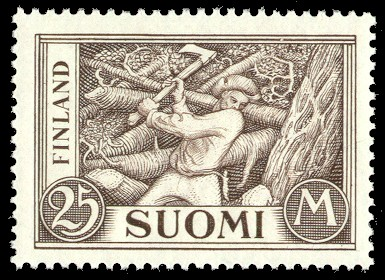
Лесоруб на финской марке 1930 года.

Исторически профессия лесоруба возникла в связи с возрастанием потребности в дереве как стройматериале, когда начали развиваться горное дело и обработка металлов. В древности растущие общины нуждались во всё больших количествах дерева для отопления, строительства, сооружения укреплений, а также кораблестроения. До начала XX века лесорубы работали в тесном сотрудничестве с ныне практически вымершими профессиями, такими как дровопилы, углежоги или угольщики (заготовители древесного угля) или плотогоны. Орудием работы лесорубов издревле был топор или пила, однако технический прогресс существенно изменил их работу, которая теперь осуществляется с помощью бензопил или сложных машин.

## Работа лесоруба
Перед валкой дерева вокруг него убирается кустарник или снег. Лесоруб валит деревья в просветы между другими деревьями или в места, свободные от леса, так как валить дерево на стену леса нельзя. Деревья диаметром более 8 см приземляются в сторону естественного наклона ствола, направления ветра или наибольшей массы кроны (с предварительным подпилом дерева). После того, как дерево повалено, обрубаются ветви: от комля к вершине, при этом лесоруб стоит с противоположной от ветки стороны ствола. Напряжённые сучья обрубаются после того, как удалены все соседние. Если дерево находится на склоне (вдоль склона крутизной 20° и более и поперек склона крутизной 15° и выше), то его закрепляют, прежде чем рубить ветви, а лесоруб стоит с нагорной стороны. Запрещается рубить ветви, стоя на поваленном дереве или оседлав его. После этого стволы укладываются в штабеля.
Транспортируются стволы по подготовленным (с убранными камнями, засыпанными ямками) технологическим коридорам, или волокам, в полуподвешенном или подвешенном состоянии трелёвочными тракторами. Иногда для трелёвки используются лошади, подкованные и спокойные. Типовая инструкция по охране труда «Рубки ухода за лесом и выборочные санитарные рубки» предписывает не трелевать лошадьми на склоне более 30°.
После этого лесосеки очищаются от сучьев и порубочных остатков.
Также существует профессия подводного лесоруба, чьей задачей является вырубка тропического леса, затопленного водой Панамского канала.

## Спорт
С 1891 года проводятся соревнования по спортивной валке леса.

## Лесорубы (дровосеки) в искусстве и культуре
- «Адский дровосек» — песня группы «Коррозия металла» (2000).
- «Дровосек» — картина Казимира Малевича (1912)
- Железный Дровосек — герой сказок Фрэнка Баума (1900) и Александра Волкова (1939), а также экранизаций их произведений.
- Зербино-нелюдим — бедный дровосек, главный герой одноимённой сказки Эдуара де Лабулэ и снятого по ней советского мультфильма «Исполнение желаний» (1957).
- «Лесоруб» — картина Уинслоу Хомера (1891).
- «Лесоруб», «Лесорубы» — картины Алексея Белых (1964).
- Лесоруб Вик — персонаж мультсериала «Медведи-соседи».
- «Лесорубы» — песня Аркадия Островского на стихи Михаила Танича, первый исполнитель — Эдуард Хиль (1967).
- «Песня дровосека» — музыкальный скетч из девятого выпуска первого сезона шоу «Летающий цирк Монти Пайтона» (1969).
- Пол Баньян — гигантский дровосек, персонаж американского фольклора.